# Telefonos Szeretetszolgálat
A Telefonos Szeretetszolgálat® (TelSz) egy ingyenesen igénybe vehető erdélyi krízisvonal, amely a Solidaris Egyesület keretében működik. Feladata összekötni a kéréseket a felajánlásokkal, együtt gondolkodni a bajban lévőkkel, kézzelfogható segítséget nyújtani a rászorulóknak és a keresztyén gyülekezetek felé mutató szolgálat végzése.

## Története
A Szolgálat alapgondolata 2009-ben született Sajó Norbert II. éves teológiai hallgatóban, melyet az Erdélyi Református Egyházkerület dr. Pap Géza püspök személyében fel is karolt. Az első négy évben Református Telefonos Szeretetszolgálat néven, kísérleti programként működött mindenféle jogi megalapozás nélkül a Protestáns Teológiai Intézet épületében. 2014-től azonban önálló szervezetté nőtte ki magát az erre a célra bejegyzett Solidaris Egyesület keretében. Azóta Telefonos Szeretetszolgálat® elnevezés alatt végzi teljes mértékben önálló szolgálatait hivatalosan bejegyzett módon.
A kezdetekkor inkább református körökben tevékenykedő szolgálat mára ökumenikus jelleget öltött, melyben az Erdélyben található legjelentősebb történelmi egyházak mindegyike jelen van valamilyen formában.
Az első telefonhívásokat 2009. május 29-én rögzítették Kolozsváron. 2011. november 10-én Marosvásárhelyen is elkezdődött a munka tíz új önkéntes körében, dr. Pap Géza püspök áldásával és hathatós segítségével. A következő bővítésre mintegy 10 évet kellett várni: 2021-ban Nagyváradon is elindulhatott a Telefonos Szeretetszolgálat®.
A karitatív akció támogatói szinte kizárólag erdélyi vállalkozók, magánszemélyek, alapítványok, valamint helyi önkormányzatok. Az összbevétel kevesebb mint 10%-a származik külföldről. Főtámogatója a marosvásárhelyi Bioeel.

## Hogyan működik?
A Telefonos Szeretetszolgálat® diakóniai munkát végez. A sokszínű erdélyi karitatív szolgálatok között az azonnali segítségnyújtásban határozza meg önmagát. A segélyérések és felajánlások telefonon keresztül érkeznek. Az önkéntesek szükség esetén akár aznap kiszállhatnak a helyszínre, amennyiben azonnali élelemre, gyógyszerre, orvosi vagy egyéb ellátásra van szükség. A tevékenységek magas állami standardok szerint zajlanak, minisztériumi akkreditálással és érvényes licensz alapján.

Szeretetszolgálat, tehát ingyenes és önkéntes. Krízisvonal, tehát nem állandó segítség. A huzamosabb ideig segítségre szorulókat az igénynek megfelelő szervezetek felé irányítják, vagy saját alkalmazottai bevonásával szolgáltatások formályában végzik el (pl. otthoni beteggondozás). Tevékenységük alapját az ügyeletek képezik. Kolozsváron 2009 óta folyamatosan fogadják a nélkülözők kéréseit, illetve a tehetősebbek felajánlásait. Marosvásárhelyen pedig 2011-től kezdődően vannak jelen. 2021-től kezdődően Nagyváradot is sikerült rákapcsolni a közös telefonvonalra: 0265 55 55 55, amely hétköznaponként 15 és 20 óra között működik az alábbiak szerint:  
Hétfő, 15 és 20 óra között - Nagyvárad  
Kedd,  
Szerda,        15 és 20 óra között - Marosvásárhely  

Csütörtök,  
Péntek, 15 és 20 óra között - Kolozsvár  
Az ügyeleti napokon az önkéntes munkatársak összegyűlnek és rendszeres kiértékelők keretében együtt gondolkodnak a segítséget kérőkkel és felajánlókkal. A döntések soha nem egyszemélyesek.  
Mottó: Gondolkodjunk együtt! ... és valóban. Számtalanszor bebizonyosodott már: a krízisben lévők látóköre beszűkül, míg a mellé álló kívülálló könnyebben meglátja a megoldáshoz szükséges lehetőségeket. Óriási előnye a szervezetnek az, hogy a csapatot több szakember is erősíti: teológus, projektmenedzser, szociális munkás, idősgondozók, könyvelők, pedagógusok, ápolók és rengeteg önzetlen önkéntes. 

## Egyéb tevékenységek

### Gyermektáborok
Kezdetben azokra a gyermekekre gondolva született a kezdeményezés, akik egész nyarukat megszokott környezetükben töltik. Ennek szellemiségében hirdették meg 2009-ben az első gyermekkirándulást. Az évenként szervezett programban szereplő gyerekeket három szempont alapján választották ki:
1. 7 és 14 év közötti
2. kolozsvári, nagyváradi, vagy marosvásárhelyi gyermek aki
3. egész nyáron sehol nem volt kirándulni.

A kirándulás teljesen ingyenes volt. Ennek minden költségét a Telefonos Szeretetszolgálatot® működtető Solidaris Egyesület fedezte rendkívüli adományokból, amelyek szintén helyi üzletemberektől és magánszemélyektől származtak. Néha pályázati támogatás is érkezett erre a célra.
Az évek során viszont jelentősen meggyarapodott az érdeklődők száma azoknak a körében is, akik nem minősültek szociális esetnek, viszont a szülők ragaszkodtak hozzá, hogy gyermekeik velünk táborozzanak.
A tervezett 20 kolozsvári és 20 marosvásárhelyi gyermeket 10 önkéntes munkatárs felügyeli. A teljes ellátásról és az építő programokról szintén az önkéntesek gondoskodnak.
Az előző évek helyszínei:

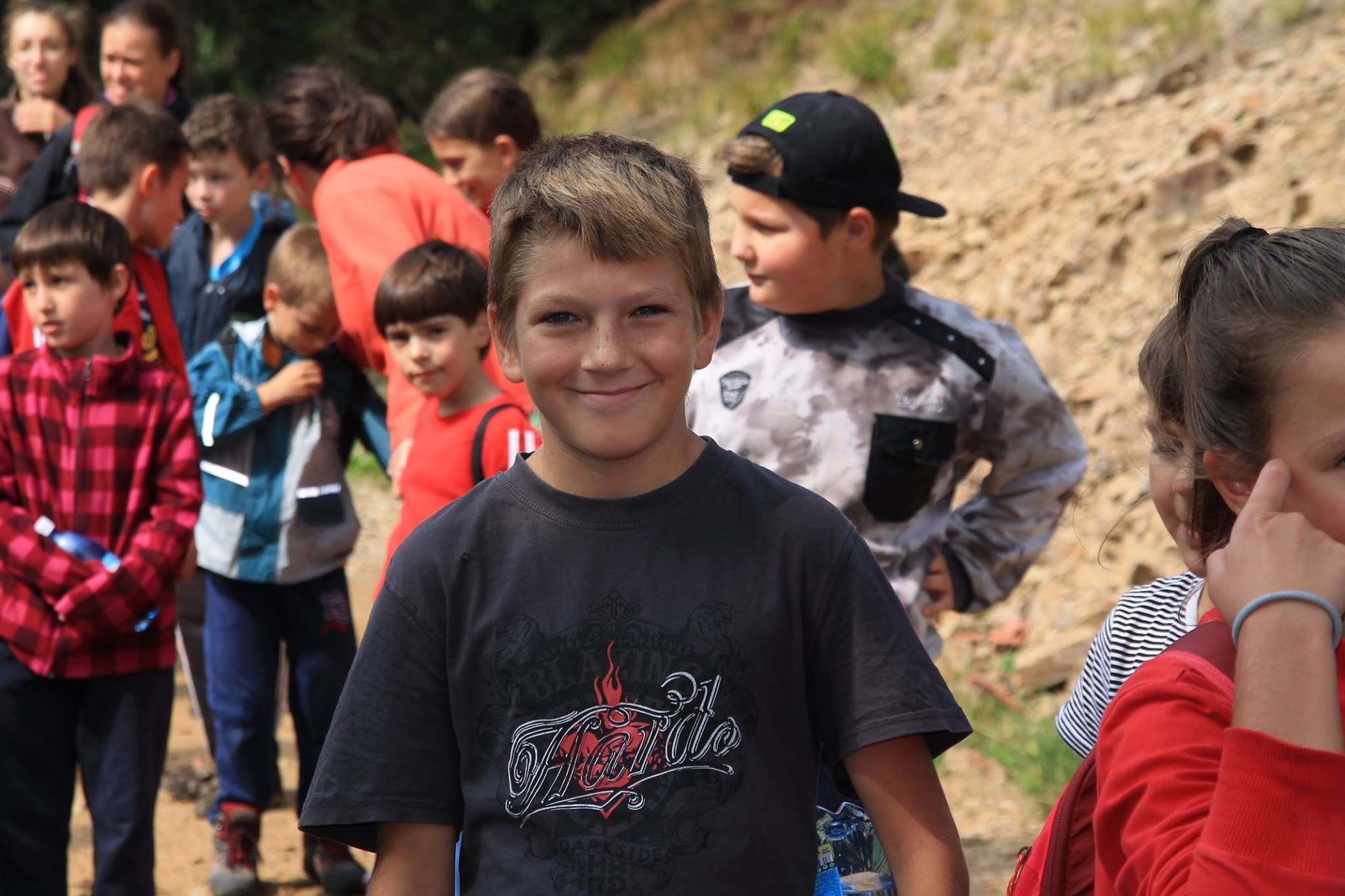
VII. Gyermekkirándulás, Szentegyháza (2015)

2009. Sztána (félnapos kirándulás 4 gyermekkel)
2010. Torockó (félnapos kirándulás 8 gyermekkel)
2011. Nagyenyed (egynapos kirándulás 12 gyermekkel)
2012. Géczi-vár (egynapos kirándulás 16 gyermekkel)
2013. Sárkányok kertje (egynapos kirándulás 22 gyermekkel)
2014. Adrenalin Park (egynapos kirándulás 26 gyermekkel)
2015. Szentegyháza (három napos kirándulás 28 gyermekkel)
2016. Székelyjó (öt napos kirándulás 25 gyermekkel)
2017. Kővárfonác (öt napos kirándulás 34 gyermekkel)
2018. Sólyomkővár (öt napos kirándulás 38 gyermekkel)
2019. Szalárd völgye (öt napos kirándulás 41 gyermekkel)
2020-tól kezdődően saját helyszínen, Bedében zajlanak a Gyermektáborok
A gyermekkirándulásra augusztus második felében lehet jelentkezni, hiszen ekkora dől el, kik azok a gyermekek, akik valóban nem voltak sehol kirándulni egész vakációban.

## Az Adventi Szeretetvendégségről

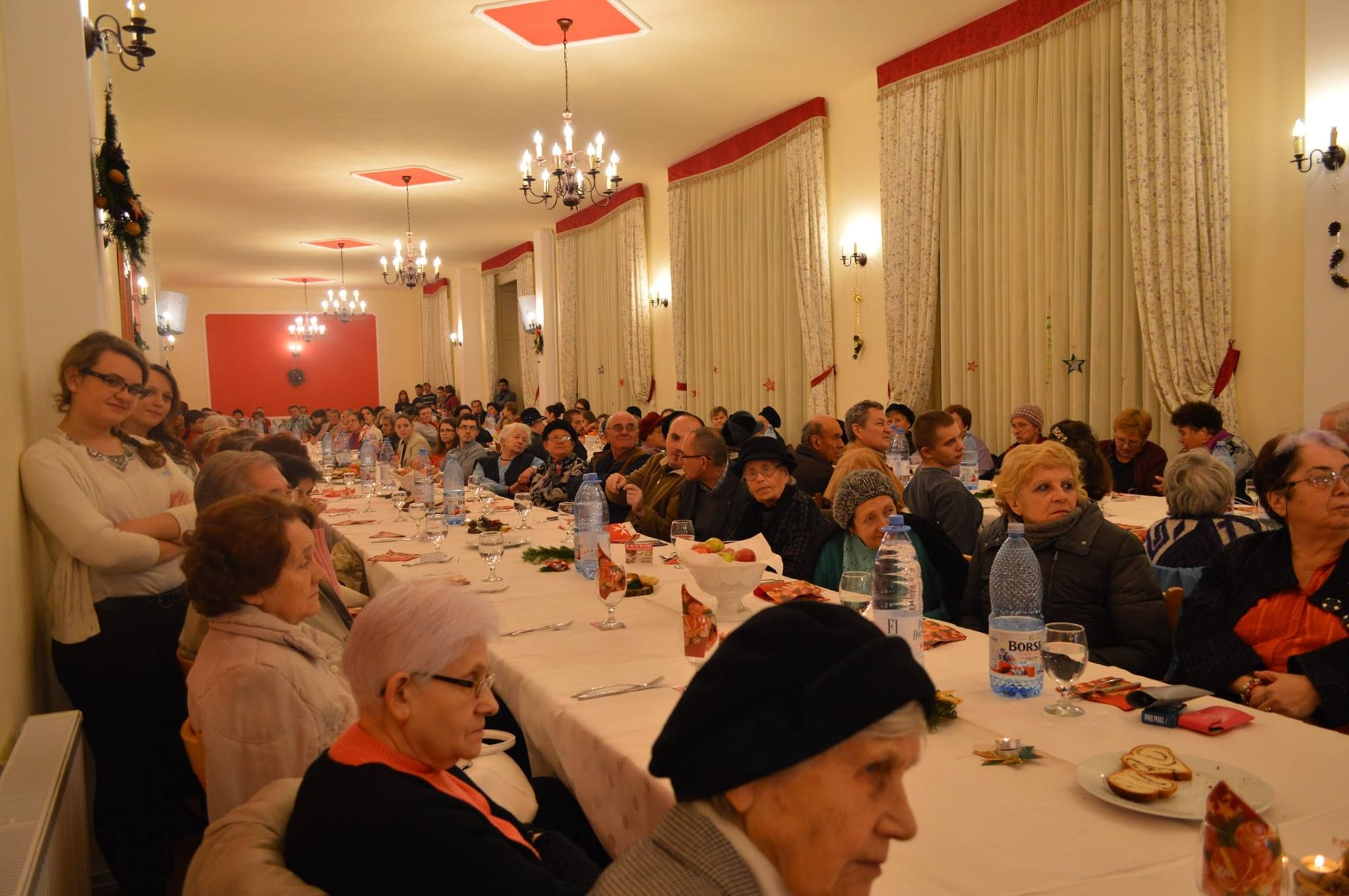
VII. adventi szeretetvendégség, Kolozsvár (2015)

A Telefonos Szeretetszolgálat hivatásának érzi az erdélyi magyar közösség építését. Az Adventi Szeretetvendégség egy ilyen közösségépítő alkalom, amelyen egy asztalhoz ülhet a rászoruló, a magányos, a beteg ember, illetve a támogató és az elöljáró. Egy asztalhoz, egy minőségben: meghívottakként. 
A Szeretetvendégség az együttlét lehetőségén túl színvonalas programot is biztosít a vendégek számára: közös éneklés, áhítat, bizonyságtétel, kórus, ünnepi köszöntések, operett, tombola, gyermekfoglalkozás. Az alkalmat pedig meleg vacsora zárja. 
2009-ben 180 személynek terítettek, míg 2016-ban 450 ember volt a vendégük Kolozsváron és Marosvásárhelyen. Az est zavartalan lebonyolításában közel 50 önkéntes segít nemtől és felekezeti hovatartozástól függetlenül. Az áhítatokat felváltva tartják meg az erdélyi történelmi egyházak képviselői.
Az adventi szeretetvendégség költségeit szintén erdélyi üzletemberek és magánszemélyek vállalták fel 10 és 2000 lej közötti összegekkel. Néha pályázati támogatás is érkezett erre a célra.

## A látogatás öröméről
Többévi működés tapasztalata az, hogy nem minden esetben elégséges az azonnali segítség. Vannak olyan rászorulók, akik a kapott bátorítással és információval nem tudnak mit kezdeni. Éppen ezért 2016 őszén a Telefonos Szeretetszolgálat alkalmazotti státuszban megbízta egyik önkéntesét azzal, hogy napi két órában rendszeresen látogassa a betelefonálókat. A naplószerűen vezetett program elnevezése mindent elárul: A látogatás öröme.

## A nemzetközi HiP szervezet tagja
A Telefonos Szeretetszolgálat működése során több évi keresgélést követően sem sikerült hasonló elvek alapján működő telefonos diakóniai szervezettel partnerségbe lépni. Háromévi folyamatos kutakodást követően 2012-ben a hollandiai HiP (Help in Practice) szervezet alapítója Erdélybe utazott, és felkereste a Szeretetszolgálat vezetőségét azzal a szándékkal, hogy együttműködési megállapodást kössön a két szervezet. Erre 2014-ben sor is került a hollandiai Zeistben. Ennek értelmében a rendszeres szakmai találkozókra és tapasztalatcserékre Romániából a Telefonos Szeretetszolgálat hivatalos. Partnerországok: Hollandia, Németország, Bulgária, Kamerun, Kazahsztán. Ezzel a lépéssel a Szeretetszolgálat a korábbi 500 km-es körzetből egy közel 7000 km-es körzetben tevékenykedő szervezetté nőtte ki magát az évek során.

## Célkitűzése[6]
A Telefonos Szeretetszolgálat legfőbb küldetése az, hogy fölöslegessé váljon. Addig is együtt gondolkodik a rászorulókkal, helyi forrásokat keresve segít, visszairányít a keresztyén gyülekezetek felé. Vallja, hogy a legtökéletesebb diakóniai (szociális) modell a keresztyén Gyülekezet.